# Motorola C168
El Motorola C168 es un teléfono móvil GSM de banda de 850/1800 de costo bajo que fue fabricado por Motorola. Fue lanzado el tercer trimestre de 2005.

## Características
- Fondo de pantalla , protector de pantalla y tonos de llamada descargables
- MMS y SMS
- WAP 2.0 y GPRS para acceso a Internet
- Radio FM estéreo